# United States Army Air Forces
United States Army Air Forces (Siły Powietrzne Armii Stanów Zjednoczonych, USAAF) – formacja lotnictwa wojskowego Armii Stanów Zjednoczonych oraz de facto samodzielna siła Armii Stanów Zjednoczonych podczas II wojny światowej i tuż po niej, utworzona 20 czerwca 1941 r. jako następca Korpusu Lotniczego Armii Stanów Zjednoczonych i bezpośredni poprzednik Sił Powietrznych Stanów Zjednoczonych, jednego z sześciu oficjalnych rodzajów Sił Zbrojnych Stanów Zjednoczonych. USAAF był formalnie częścią armii Stanów Zjednoczonych, która 2 marca 1942 r. została funkcjonalnie podzielona zarządzeniem wykonawczym na trzy niezależne siły: Armię Lądową, Służbę Zaopatrzenia i Siły Powietrzne Armii. Każda z tych sił miała swojego dowódcę, który podlegał bezpośrednio Szefowi Sztabu Armii.
USAAF zarządzał wszystkimi częściami lotnictwa wojskowego, które wcześniej były rozdzielone pomiędzy Korpus Lotniczy, Dowództwo Generalne Sił Powietrznych i dowódców rejonów korpusu lądowego i tym samym stał się pierwszą organizacją lotniczą Armii USA, która kontrolowała własne instalacje i personel pomocniczy. Szczytowa liczebność USAAF podczas II wojny światowej wynosiła ponad 2,4 miliona mężczyzn i kobiet w czynnej służbie oraz prawie 80 tys. samolotów do 1944 r. oraz 783 bazy krajowe w grudniu 1943 roku. Do zakończenia wojny w Europie Siły Powietrzne Armii Stanów Zjednoczonych miały za granicą 1,25 miliona ludzi i operowały z ponad 1600 lotnisk na całym świecie.

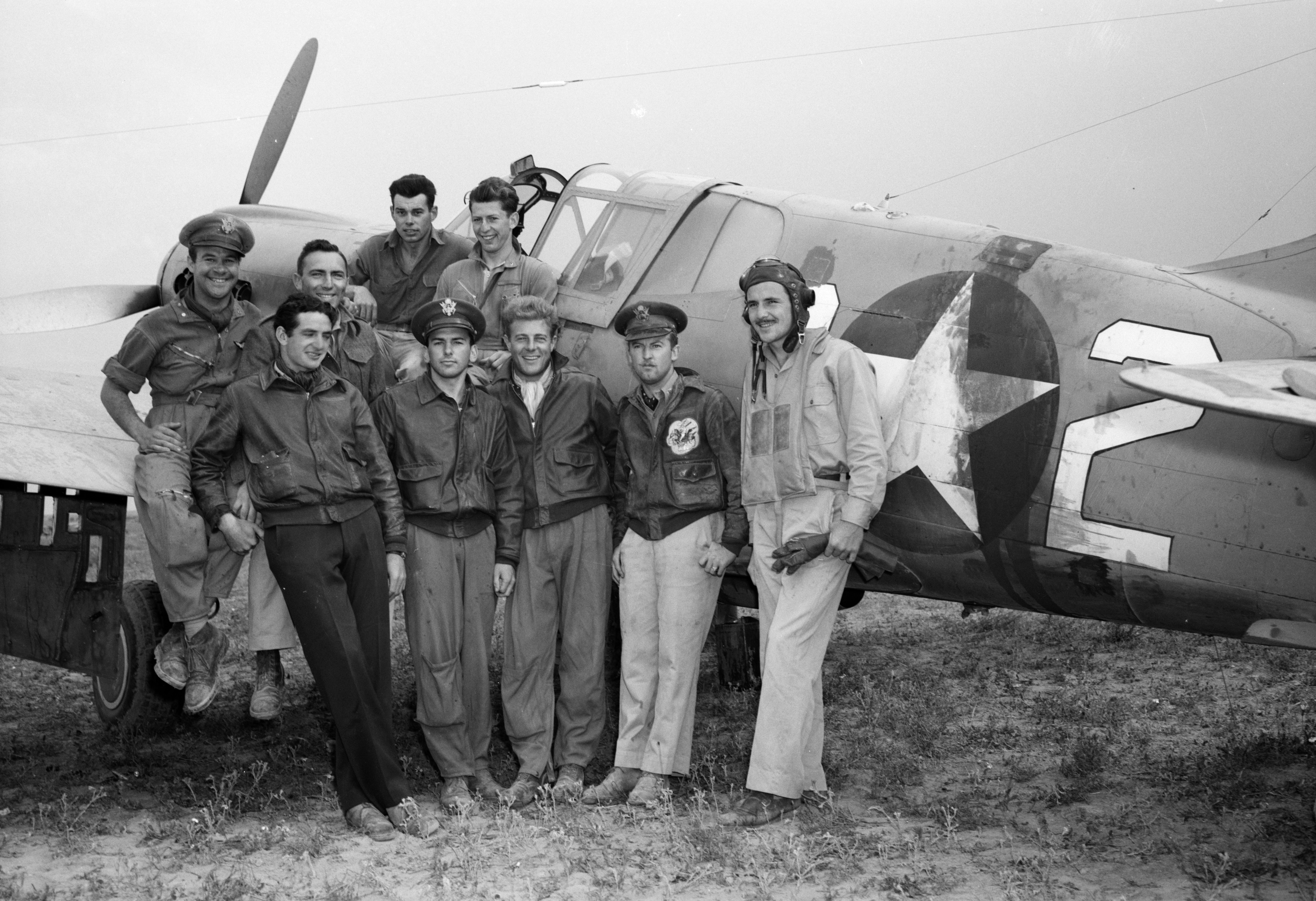
Piloci USAAF przed myśliwcem P-40 Warhawk w Afryce Północnej, kwiecień 1943 roku

USAAF zostały utworzone w czerwcu 1941 r., aby zapewnić ramieniu lotniczemu większą autonomię, dzięki której mogło się bardziej efektywnie rozwijać, aby zapewnić strukturę dla dodatkowych szczebli dowodzenia wymaganych przez znacznie większe siły i zakończyć coraz bardziej dzielącą się bitwę administracyjną w obrębie armii, dotyczącej doktryny i organizacji lotnictwa, która trwała od utworzenia sekcji lotniczej w ramach Korpusu Sygnałowego Armii Stanów Zjednoczonych w 1914 r. USAAF zastąpił zarówno Korpus Lotniczy, który był statutową gałęzią lotnictwa wojskowego od 1926 r., jak i siły Kwatery Głównej Sił Powietrznych, które zostały aktywowane w 1935 r., aby uciszyć żądania lotników dotyczące niezależnych Sił Powietrznych podobnych do Royal Air Force, które zostały już utworzone w Wielkiej Brytanii.
Chociaż inne narody miały już oddzielne siły powietrzne niezależne od swojej armii lub marynarki wojennej (takie jak wspomniany RAF, czy niemiecka Luftwaffe), USAAF pozostały częścią armii, dopóki reorganizacja obronna w okresie powojennym nie doprowadziła do przejścia przez Kongres Stanów Zjednoczonych ustawy o bezpieczeństwie narodowym z 1947 r. wraz z utworzeniem niezależnych Sił Powietrznych Stanów Zjednoczonych we wrześniu 1947 r.
W swojej ekspansji i prowadzeniu wojny USAAF stał się czymś więcej niż tylko ramieniem większej organizacji. Pod koniec II wojny światowej Siły Powietrzne Armii Stanów Zjednoczonych stały się praktycznie niezależną formacją. Zgodnie z rozporządzeniem wykonawczym była to podporządkowana agencja Departamentu Wojny Stanów Zjednoczonych, której zadaniem w teorii było jedynie organizowanie, szkolenie i wyposażanie jednostek bojowych oraz ograniczona odpowiedzialność na terytorium Stanów Zjednoczonych. W rzeczywistości kwatera główna AAF kontrolowała przebieg wszystkich aspektów wojny powietrznej w każdej części świata, określając politykę lotniczą i wydając rozkazy bez przekazywania ich Szefowi Sztabu Armii. Według historyka amerykańskich sił powietrznych Wesley Cravena, ten „kontrast między teorią a faktem jest [...] fundamentalny dla zrozumienia istoty USAAF”.